# Álceme
Álceme (oficialmente Santa María de Álceme) es una parroquia española del municipio de Rodeiro, perteneciente a la provincia de Pontevedra, en la comunidad autónoma de Galicia.

## Historia
Hacia mediados del siglo XIX, la parroquia, ya por entonces perteneciente a Rodeiro, tenía contabilizada una población de 320 habitantes. Aparece descrita en el primer volumen del Diccionario geográfico-estadístico-histórico de España y sus posesiones de Ultramar de Pascual Madoz con las siguientes palabras:

ALCEME ó ALZOME (Sta. Maria de): felig. en la prov. de Pontevedra (11 1/2 leg.), dióc. de Lugo (10), part. jud. de Lalin (1 1/2), y ayunt. de Rodeiro: sit. á la márg. izq. del r. Arnego, y terreno quebrado: clima frio y poco sano, con especialidad en invierno, en cuya estacion son muy frecuentes las fiebres y dolores de costado: los l. ó ald. de Carballo, Iglesias, Latiza, Paredes, Rañestra y otros cas., forman esta felig. La igl. parr. (Sta. María), anejo de San Vicente de Rodeiro, es curato de entrada de Patronato Real y Ordinario. El térm. confina con la matriz y Castro de Cabras; le baña por S. y O. el citado Arnego, el cual recoge las aguas de buenas y abundantes fuentes que fertilizan el terreno; este por su escabrosidad y calidad mediana, se presta poco al cultivo: los caminos locales y malos: el correo se recibe por la estafeta de Gesta. Prod.: centeno, maiz, avena, patatas, nabos, alguna hortaliza, y frutas; no escasea el arbolado y combustible; cria ganado vacuno y de otras clases: ind.: la agrícola y varios molinos harineros: pobl. 64 vec., 320 alm.: contr. con su ayunt. (V.).
(Madoz, 1845, p. 442)

En 2023, tenía empadronados 136 habitantes.